# Just the Two of Us. Tylko nas dwoje
Just the Two of Us. Tylko nas dwoje – polski program telewizyjny typu celebrity talent show oparty na brytyjskim formacie Just the Two of Us emitowany w 2010 roku na antenie telewizji Polsat. Producentem programu było przedsiębiorstwo Rochstar.

## Zasady programu
Udział w programie biorą pary składające się z profesjonalnego piosenkarza oraz osobistości show-biznesu niezwiązanej ze sceną muzyczną. W każdym odcinku śpiewają polskie lub zagraniczne przeboje. Występy duetów ocenia trzyosobowe jury, którego członkowie przyznają od jednego do dziesięciu punktów. Na uczestników głosują także telewidzowie. Dwie pary z najmniejszą liczbą punktów po zsumowaniu obu rankingów (punktacja jurorów oraz głosy widzów) stają się zagrożone eliminacją, a o ostatecznym rezultacie decydują wyniki głosowania w podziale na pięć regionów Polski (Pomorze i Mazury, Mazowsze, Wielkopolska, Małopolska, Śląsk). Para, na którą oddano w danym regionie więcej głosów, otrzymuje punkt. Ostatecznie wyeliminowana zostaje para z mniejszą liczbą punktów.

## Prowadzący i jurorzy
Program prowadzili Katarzyna Cichopek i Mariusz Kałamaga, a za stołem jurorskim zasiadali Dorota „Doda” Rabczewska, Tomasz Karolak i Irena Santor.

## Wyniki konkursu
| Miejsce | Uczestnik            | Wokalista            |
| ------- | -------------------- | -------------------- |
| 1.      | Paulina Sykut        | Ivan Komarenko       |
| 2.      | Mariusz Pudzianowski | Anna Świątczak       |
| 3.      | Anna Bosak           | Piotr Kupicha        |
| 4.      | Radosław Brzózka     | Kasia Cerekwicka     |
| 5.      | Artur Partyka        | Paulina Ignasiak     |
| 6.      | Ewa Wachowicz        | Jacek Wójcicki       |
| 7.      | Grzegorz Halama      | Małgorzata Ostrowska |
| 8.      | Joanna Koroniewska   | Łukasz Zagrobelny    |
| 9.      | Krystyna Czubówna    | Jacek Łaszczok       |
| 10.     | Robert Kochanek      | Halina Frąckowiak    |

## Oglądalność
Dane dotyczące oglądalności zostały oparte na badaniach przeprowadzonych przez AGB Nielsen Media Research i dotyczą wyłącznie oglądalności premiery telewizyjnej – nie uwzględniają oglądalności powtórek itd.
| Odcinek | Data transmisji  | Średnia oglądalność | Udział w paśmie (SHR) | Źródło |
| ------- | ---------------- | ------------------- | --------------------- | ------ |
| 1       | 13 marca 2010    | 3 626 579           | 23,9%                 | [ 5 ]  |
| 2       | 20 marca 2010    | 3 151 285           | 21,3%                 | [ 5 ]  |
| 3       | 27 marca 2010    | 2 980 252           | 20,0%                 | [ 5 ]  |
| 4       | 3 kwietnia 2010  | 2 578 563           | 18,2%                 | [ 5 ]  |
| 5       | 24 kwietnia 2010 | 2 496 345           | 18,4%                 | [ 5 ]  |
| 6       | 1 maja 2010      | 2 324 941           | 17,6%                 | [ 5 ]  |
| 7       | 8 maja 2010      | 2 466 176           | 18,6%                 | [ 5 ]  |
| 8       | 15 maja 2010     | 3 126 158           | 21,6%                 | [ 5 ]  |
| Średnia | Średnia          | 2 852 503           | 19,4%                 | [ 5 ]  |